# Ballet du XXe siècle
Il Ballet du XXe siècle, fondato a Bruxelles nel 1960 da Maurice Béjart, è stata fino al 1987, la compagnia di balletto ufficiale del Théâtre de la Monnaie a Bruxelles.

## Storia della compagnia
Nel 1959, il direttore de La Monnaie, Maurice Huisman, programmò otto serate di balletto, dall'8 al 15 dicembre, nel corso delle quali si esibirono il Ballet du Théâtre royal de la Monnaie, il Ballet de Milorad Miskovitch, il Western Theatre Ballet ed il Ballet-Théâtre de Maurice Béjart, accompagnati dall'orchestra « TRM ». Béjart mise in scena, per la prima volta, la sua coreografia de Le Sacre du printemps. Huisman era rimasto impressionato dall'Arcane(II), balletto che Béjart aveva messo in scena nel settembre del 1958 durante l'Esposizione universale. Le Sacre fu un trionfo e Huisman decise di associare questo giovane trentenne ai destini de l'Opéra de Bruxelles.
Nel 1987 Maurice Béjart, in disaccordo con il direttore del Théâtre de la Monnaie, Gérard Mortier, abbandona in piena tournée internazionale l'istituzione belga, sciogliendo il Ballets du XXe siècle, rifondandolo meno di sei settimane dopo a Losanna, che diviene sede del Béjart Ballet Lausanne. La scuola di danza Mudrā collegata al Ballets du XXe siècle venne anch'essa chiusa e Béjart aprì una nuova scuola che denominò  École-atelier Rudra.

## Le Sacre du printemps
Nella prima rappresentazione del balletto, oltre al corpo di ballo del Théâtre de la Monnaie, l'8 dicembre del 1959, i ruoli principali vennero interpretati da:
- Duska Sifnios sostituita poi da Tania Bari (l'élue)
- Claire Carrie, Laura Proença, Nicole Floris e Jeanine Renguet (quatre jeunes filles)
- Germinal Casado (l'élu)
- Milenko Banovich e Pierre Dobrievich (deux chefs)
- Patrick Belda e Antonio Cano (deux jeunes gens)

## Principali componenti del complesso
Danzatori
- Rouben Bach
- Patrick Belda
- Vittorio Biagi
- Paolo Bortoluzzi
- Serge Campardon
- Antonio Cano
- Germinal Casado
- Pierre Dobrievich
- Jorge Donn
- Niklas Ek
- Michel Gascard
- Daniel Lambo
- Jörg Lanner
- André Leclair
- Jorge Lefebre
- Yann Le Gac
- Daniel Lommel
- Iván Markó
- Jan Nuyts
- Gil Roman
- Franco Romano
- Jacques Sausin
- Victor Ullate
- Micha van Hoecke
- Éric Vu-An

Danzatrici
- Angèle Albrecht
- Hitomi Asakawa
- Tania Bari
- Christine Teyssier
- Tessa Beaumont
- Marie-Claire Carrié
- Louba Dobrievich
- Maina Gielgud
- Graziella Gillebertus
- Nicole Karys
- Jaleh Kerendi
- Dolorès Laga
- Maguy Marin
- Andrée Marlière
- Menia Martinez
- Shonach Mirk
- Lise Pinet
- Rita Poelvoorde
- Laura Proença
- Michèle Rimbold
- Luciana Savignano
- Michèle Seigneuret
- Duska Sifnios
- Mathé Souverbie
- Carole Trévoux
- Catherine Verneuil

## Tutte le creazioni delBallets du XXe siècle
- 1959: Le Sacre du printemps (Bruxelles, con il nome di Ballet-Théâtre de Paris)
- 1960: Premier Amour (Bruxelles)
- 1961: Boléro - Webern - Les Quatre Fils Aymon - Suite en noir et blanc - Suite viennoise (Bruxelles)

Divertimento (Parigi) - Tannhäuser (Bayreuth)
- 1962: À la recherche de Don Juan (Bruxelles)

Le Voyage (Colonia) - Noces (Salisburgo)
- 1963: Sérénade (Bruxelles)

Prométhée (Baalbek)
- 1964: Fiesta - IX Symphonie (Bruxelles)

La Damnation de Faust (Paris)
- 1965: Wagner ou l'Amour fou - Prospective (Bruxelles)

Renard (Parigi)
- 1966: Cantates - Webern opus V - Roméo et Juliette (Bruxelles)

L'Histoire du soldat (Roma)
- 1967: Comédie (Bruxelles)

Messe pour le temps présent (Avignone)
- 1968: Ni fleurs ni couronnes (Grenoble) - À la recherche de…, Improvisations et Bhakti (Avignone)
- 1969: Les Vainqueurs - Actus tragicus (Bruxelles)

Concert de danse (Royan)
- 1970: Sonate n° 5 (Bruxelles)

Comme la princesse Salomé est belle ce soir et L'Oiseau de feu (Parigi) - Serait-ce la mort (Marsiglia)
- 1971: Offrande chorégraphique - Erotica - Chant du compagnon errant (Bruxelles)

Les Fleurs du mal (Vienna)
- 1972: Nijinski, clown de Dieu - Hommage à Jean Cocteau - Stimmung (Bruxelles)

Ah ! Vous dirais-je maman ? (Gerusalemme)
- 1973: Farah - Tombeau (Bruxelles)

Le Marteau sans maître (Milano) - Golestant ou le Jardin des roses (Persepoli) - Improvisation sur Mallarmé (Chiraz)
- 1974: Seraphita (Bruxelles)

Per la dolce memoria di quel giorno (Firenze) - Ce que l'amour me dit (Montecarlo)
- 1975: Pli selon pli - Notre Faust (Bruxelles)

Acqua alta (Venezia)
- 1976: Héliogabale (Naqsh-e Rostam) - Le Molière imaginaire (Parigi) - Isadora (Montecarlo)
- 1977: Petrouchka (Bruxelles)

V comme… (Verona) - La Plus que lente (Gand) - Clair de lune (Lilla)
- 1978: Gaîté parisienne - Le Spectre de la rose - Diecheterliebe - Ce que la mort me dit - Leda (Bruxelles)
- 1979: Illuminations - Variations Don Giovanni (Bruxelles)

Life (New York) - Mephisto Valzer (Montecarlo)
- 1980: Eros Thanatos (Atene)
- 1981: La Muette - Light - Divine (Bruxelles)

Les Chaises (Rio de Janeiro)
- 1982: Wien, Wien nur du allein - L'Histoire du soldat - Concerto en ré (Bruxelles)

Thalassa / Mare nostrum (Arles)
- 1983: Messe pour le temps futur (Bruxelles)

Vie et mort d'une marionnette humaine (New York) - Sept Danses grecques (Parigi)
- 1984: Dionysos (Milano)
- 1985: Opérette (Stoccarda)
- 1986: Le Martyre de saint Sébastien - Malraux ou la Métamorphose des dieux (Bruxelles)

Le Baiser de la fée (Gand) - Arepo (Parigi) - Kabuki (Tokyo)
- 1987: Trois Études pour Alexandre (Parigi)